# Estación de Jordanhill

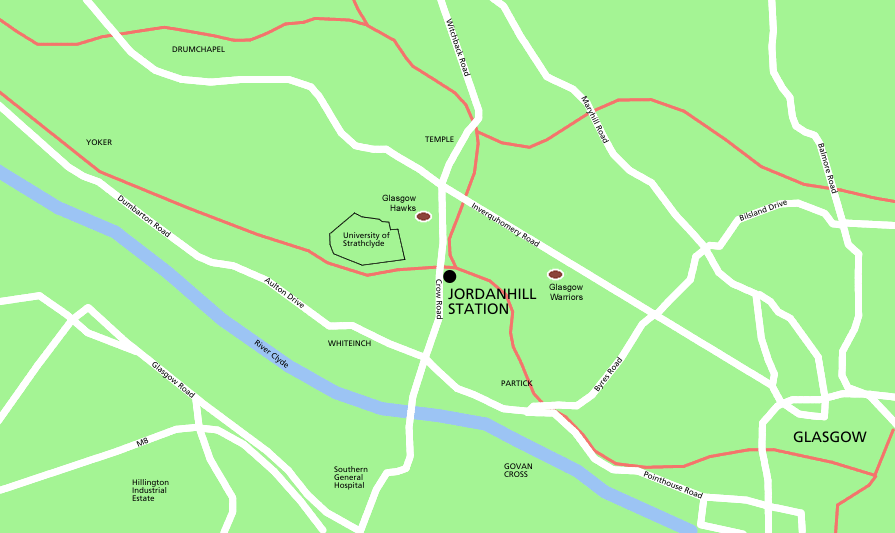
Localización de la Estación Jordanhill.

La Estación de Jordanhill (en inglés: Jordanhill railway station), atiende el servicio de trenes en Jordanhill, Glasgow, Escocia. La estación está a cargo de la franquicia First ScotRail y pertenece a las líneas Argyle y lClyde Norte.
Sus coordenadas geográficas son 55°52′57.6″N 4°19′30.4″O / 55.882667, -4.325111. Se encuentra cerca de la Escuela secundaria de Jordanhill, de la Universidad de Strathclyde. La estación se encuentra en la parte más alta del Camino Crow, que es la calle más transitada del oeste de Glasgow y que lleva hacia el Túnel Clyde.

## Historia

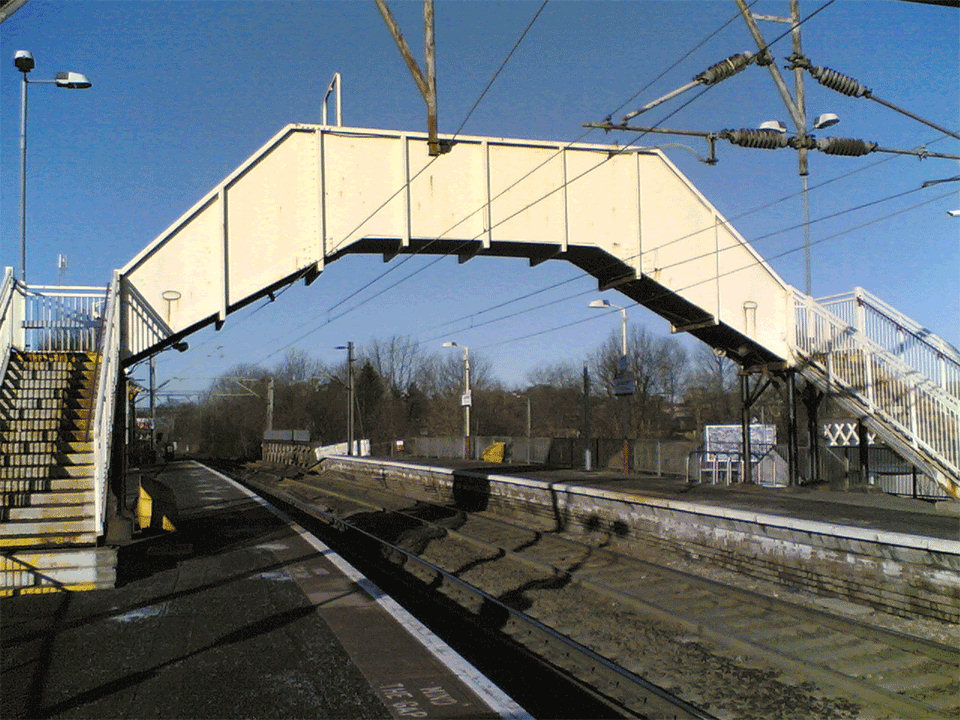
Pasarela peatonal sobre las vías.

En 1874 se abrieron las líneas de Whiteinch y  Stobcross, que ya atravesaban Jordanhill, pero carecían de una estación en la zona. El 1 de agosto de 1887 se abrió al público la Estación de Jordanhill, como parte de la red férrea de Yoker y Clydebank en Glasgow, satisfaciendo efectivamente sus necesidades de transporte. Un enlace nuevo permitió incluir el servicio hasta el Parque Whiteinch Victoria (1897), pero cerró su servicio de carga comercial en 1967. Posteriormente el trazado de esta vía se ha convertido en una senda natural desde el Parque Victoria a Jordanhill, que en la mitad de su recorrido discurre junto al actual ferrocarril. 
El 15 de enero de 1898, J. Johnstone falleció cuando intentó cruzar las vías en la línea oeste de la estación. La línea de carga tuvo un accidente el 28 de diciembre de 1932, cuando 17 vagones volcaron carbón sobre las vías.